# Ludwig Hüttl
Ludwig Hüttl (* 22. Januar 1945 in Trostberg; † 7. Juni 2018 in Niederndorf, einem Ortsteil von Waldkraiburg) war ein deutscher Historiker.

## Leben
Kindheit und Jugend des Arztsohns war durch Krankheit gezeichnet. Ausfallzeiten in der Schule kompensierte er durch autodidaktisches Lernen und erzielte damit Bestnoten. Hüttl studierte Geschichte, Philosophie, Germanistik und katholische Theologie an der Ludwig-Maximilians-Universität München und der PTH Vallendar. Nach der Promotion zum Dr. phil. in München 1970 und der Habilitation 1978 an der Pädagogischen Hochschule Rheinland war er seit 1986 außerplanmäßiger Professor für Geschichte (Neuere Geschichte) und Didaktik der Geschichte an der Universität zu Köln. Im Alter lebte Hüttl sehr zurückgezogen. Seine sterblichen Überreste wurden wunschgemäß anonym bestattet.
Sein Forschungsschwerpunkt war die bayerische Landesgeschichte.

## Werke (Auswahl)
- Caspar von Schmid (1622–1693), ein bayerischer Staatsmann aus dem Zeitalter Ludwigs XIV., München 1971, OCLC 977097674.
- Max Emanuel, der blaue Kurfürst 1679–1726. Eine politische Biographie, München 1986, ISBN 3-7991-5863-4.
- mit Erich Lessing: Deutsche Schlösser – Deutsche Fürsten, München 1980, ISBN 3-570-00106-7.
- Friedrich Wilhelm von Brandenburg. Der große Kurfürst 1620–1688. Eine politische Biographie, München 1981, ISBN 3-7991-6108-2.
- Marianische Wallfahrten im süddeutsch-österreichischen Raum. Analysen von der Reformations- bis zur Aufklärungsepoche, Köln/Wien 1985, ISBN 3-412-06184-0.
- Ludwig I. König und Bauherr, München 1986, ISBN 3-492-05213-4.
- Ludwig II. König von Bayern, München 1986, ISBN 3-570-05871-9.
- Friedrich Wilhelm Raiffeisen. Leben und Werk. Eine Biographie, München 1988, OCLC 924009051.
- 1893–1993 Genossenschaftsverband Bayern (Raiffeisen/Schulze-Delitzsch) e.V., München. Eine Chronik der landwirtschaftlichen und gewerblichen Genossenschaftsverbände in Bayern seit dem 19. Jahrhundert, München 1993, OCLC 644935252.
- Ursprung, Wandel, Fortschritt. Von der Bayerischen Landwirtschaftsbank eGmbH zur Münchener Hypothekenbank eG 1896–1996, München 1997, OCLC 245744493.
- Sieben Nächte. In: Michel La Tour: Schriften aus dem Nachlass (I), Herausgeber: Albrecht Vorherr, München 2019, ISBN 978-3-7504-0639-1.
- Unsere kleine Welt. Ein Spiel zu Dritt. Monsieur LeToutous Denkwürdigkeiten und Aphorismen. Zart redigiert von den Demoiselles LaNini und LaMinou. Zur Erheiterung des Gemüts in unruhigen Zeiten illustriert von Madame Uli Deuter-Gottwald. Mit einem Vorwort von Carl August Lückerath, München 2021, ISBN 978-3-9808341-1-7.